# Historia postal de Manchukuo

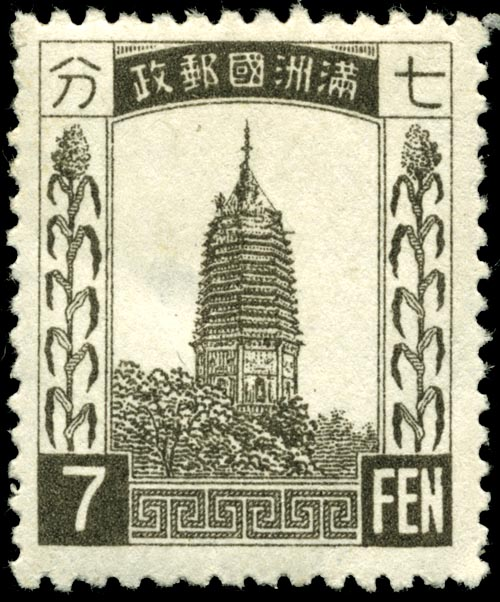
Sello postal de 1932 de Manchukuo que muestra la pagoda en Liaoyang.

Manchukuo (en japonés, "Estado Manchú") fue una monarquía constitucional en Manchuria y el este de Mongolia Interior, siendo la región la patria histórica de los manchúes que fundaron la dinastía Qing de China. En 1931, Japón se apoderó de él tras el incidente de Mukden y en 1932 se creó un gobierno títere. Esto fue abolido en 1945 después de la derrota del Japón imperial al final de la Segunda Guerra Mundial.

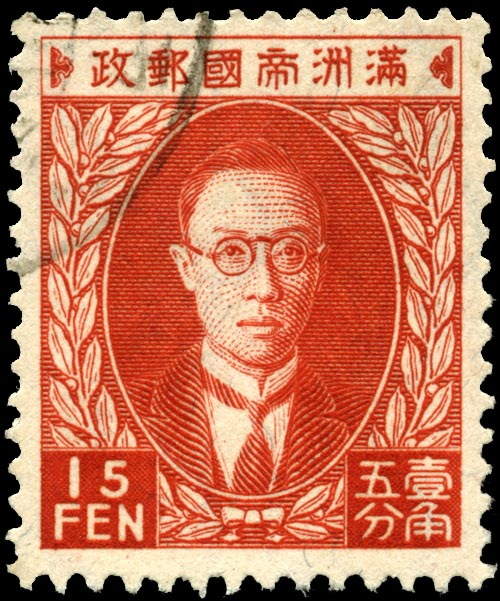
Sello postal de 1935 con la imagen de Puyi, emperador de Manchukuo.

Manchukuo emitió sus primeros sellos postales el 26 de julio de 1932. Existieron varias denominaciones, con dos diseños: la pagoda en Liaoyang y un retrato de Puyi. Originalmente, la inscripción decía (en chino) "Administración Postal del Estado Manchú"; en 1934, un nuevo número decía "Administración postal del Imperio Manchú". Un diseño de cresta de orquídea apareció en 1935, y un diseño con las "Montañas Sagradas Blancas" en 1936.
1936 también vio una nueva serie regular con varias escenas y coronada por la cresta de la orquídea. Entre 1937 y 1945, el gobierno emitió una variedad de conmemoraciones: para aniversarios de su propia existencia, para observar la aprobación de nuevas leyes y para honrar a Japón de varias maneras, por ejemplo, en el 2600 aniversario del Imperio japonés en 1940. El último número de Manchukuo llegó el 2 de mayo de 1945, conmemorando el décimo aniversario de un edicto.
Después de la disolución del gobierno, las autoridades postales sucesoras estamparon a mano localmente muchas de las existencias de sellos restantes con la "República de China" en chino, etc. Además, la Administración Postal de Port Arthur y Dairen sobreimprimió muchos sellos de Manchukuo entre 1946 y 1949.

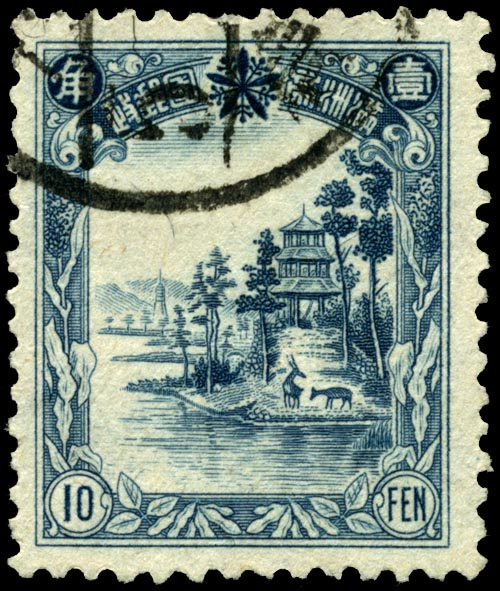
Sello de Manchukuo de 1936.
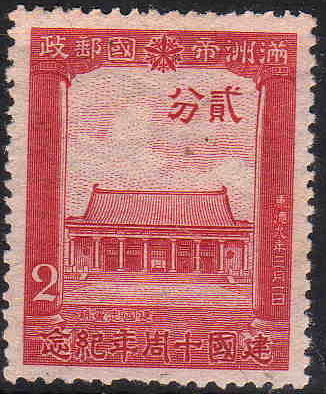
Décimo aniversario del sistema postal de Manchukuo.
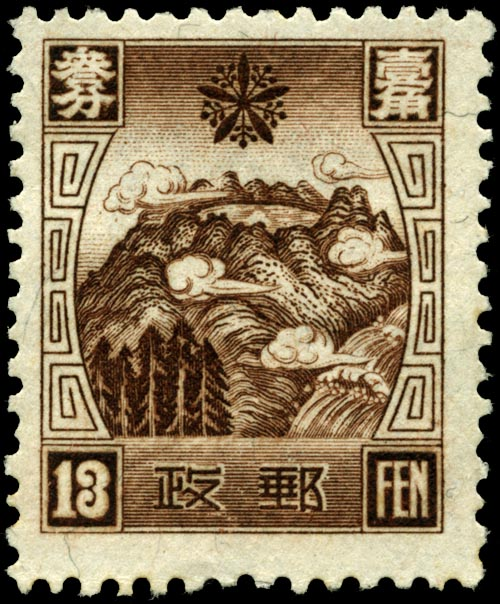
Sello emitido sin nombre de país inscrito para su uso en el correo a China que no reconoció a Manchukuo. Su referencia al estado autodeclarado era el Sello Imperial.